# Antonio Soler (scrittore)
Antonio Soler (Malaga, 1956) è uno scrittore spagnolo.

## Biografia
Giornalista e sceneggiatore televisivo, si impone all'attenzione della critica con il romanzo breve La noche, pubblicato nel 1992 insieme ad altri racconti nella raccolta Extranjeros en la noche.
Con il romanzo Las bailarinas muertas (pubblicato in Italia con il titolo Gli angeli caduti) ottiene nel 1996 il Premio Herralde e il Premio Nacional de la Critica. Con il romanzo El nombre que ahora digo del 1999, uscito in italia nel 2003 e incentrato sul delicato tema della guerra civile spagnola, vince il Premio Primavera de Novela. 
El camino de los ingleses del 2004, tradotto in Italia nel 2008, riceve il prestigioso premio Nadal e ispira il film omonimo diretto da Antonio Banderas e sceneggiato dallo stesso Soler.
Autore di numerosi programmi per la televisione spagnola, ha collaborato con la rivista Sur e i quotidiani ABC e El Mundo.

## Opere tradotte in italiano
- Il sonno del caimano, Marco Tropea Editore, Milano, 2012
- Il cammino degli inglesi, Marco Tropea Editore, Milano, 2008
- Il nome che ora dico, Marco Tropea Editore, Milano, 2003
- Gli angeli caduti, Il Saggiatore, Milano, 2000